# Neofolk (album)
Neofolk je šesté sólové album českého hudebníka Daniela Landy. Album bylo vydáno v roce 2004 vydavatelstvím Sony BMG. Za toto album získal Zlatou, Platinovou a Dvojplatinovou desku (prodej přes 40 000 kusů).

## Seznam skladeb
1. Táta (3:35)
2. Dilema pyrotechnikovo (3:21)
3. Zabte sršně!!! (3:47)
4. Protestsong (3:57)
5. Bílá Hora (4:22)
6. Zlatý drak (3:43)
7. Blaničtí (4:52)
8. Kouzelník (4:16)
9. Čaruj! (4:07)
10. Janek blázen (3:38)

K písni Protestsong byl natočen videoklip.